# Mercedes F1 W06 Hybrid
Der Mercedes F1 W06 Hybrid war der Formel-1-Rennwagen des Mercedes-Werksteams für die Formel-1-Weltmeisterschaft 2015. Er ist der siebte Mercedes-Formel-1-Wagen insgesamt und der sechste der modernen Ära. Der Wagen wurde am 1. Februar 2015 auf dem Circuito de Jerez vorgestellt. Erste Bilder des Fahrzeuges waren bereits am 29. Januar 2015 zu sehen, als damit im Rahmen eines Filmtages in Silverstone einige Runden zurückgelegt wurden. Die Bezeichnung F1 W06 Hybrid steht für Mercedes F1, das bei Mercedes-Benz traditionell nummerierte W für Wagen sowie die verwendete Motorentechnik.
Für die Entwicklung des Fahrzeugs zeichnete als Technischer Direktor Paddy Lowe gesamtverantwortlich. Angetrieben wurde der Rennwagen von dem weiterentwickelten 1,6-Liter-V6-Turbo-Hybridmotor von Mercedes AMG HPP aus der Vorsaison.
Mit dem F1 W06 Hybrid dominierte das Mercedes-Werksteam die Formel 1 ein zweites Jahr in Folge. Lewis Hamilton wurde erneut Fahrerweltmeister. Mit dem Wagen gelangen insgesamt 16 Grand-Prix-Siege, wovon zehn durch Hamilton und sechs durch Teamkollege Nico Rosberg eingefahren wurden. Das Auto stellte im Verlauf der Saison zahlreiche damalige Saisonrekorde auf.

## Technik und Entwicklung
Der F1 W06 Hybrid ist das Nachfolgemodell des Mercedes F1 W05 Hybrid. Wesentliche, unter Technikchef Paddy Lowe, an der Entwicklung beteiligte Ingenieure waren Aldo Costa, Geoff Willis, Mark Ellis, John Owen, Loic Serra und Mike Elliott.
Wie alle Formel-1-Fahrzeuge des Jahrgangs 2015 ist der F1 W06 Hybrid ein hinterradangetriebener Monoposto mit einem Monocoque aus kohlenstofffaserverstärktem Kunststoff (CFK). Neben dem Monocoque bestehen viele weitere Teile des Fahrzeugs, darunter die Verkleidung und Flügel aus CFK. Auch die Bremsscheiben sind aus einem hitzebeständigen kohlenstofffaserverstärktem Verbundmaterial. Die Einsatzreifen während der Saison 2015 stammten von Einheitslieferant Pirelli.
Das neue Auto stellte eine Evolution des sehr erfolgreichen Vorgängers W05 dar, äußerlich hauptsächlich aufgrund von Regeländerungen an einer schmaleren und tiefer liegenden Nase zu erkennen. Die Nase setzte zudem, noch extremer und filigraner als am W05 ausgeführt, erst an der hinteren Kante des Frontflügels an. Dieses Designmerkmal war Trendsetter für mehrere nachfolgende Mercedes-Formel-1-Rennwagen. Laut Technikchef Paddy Lowe wurden die wichtigsten Änderungen beim Packaging der verschiedenen Komponenten unter der Verkleidung sowie der Gewichtsoptimierung vorgenommen. Das Heck des Wagens ist schlanker gehalten als beim Vorgänger, auch die Kühlung wurde optimiert, indem Airbox und Lufteinlässe verändert wurden.
Nach der zweiten Woche der Testfahrten vor Saisonbeginn auf dem Circuit de Barcelona-Catalunya wurde bekannt, dass die FIA die Kamerabefestigung am F1 W06 Hybrid für illegal hielt und das Team sie bis zum Saisonauftakt in Australien verändern musste.
Angetrieben wurde der F1 W06 Hybrid vom Mercedes-Benz PU106B Hybrid, einem 1,6-Liter-V6-Motor mit einem Turbolader.
Wie alle Formel-1-Fahrzeuge der Saison 2015 verfügte der W06 über DRS.

## Lackierung und Sponsoring
Der Mercedes F1 W06 Hybrid war, in Anlehnung an die Mercedes-Silberpfeile, wie seine direkten Vorgänger überwiegend silberfarbig gestaltet. Die Seitenkästen sowie Teile des Front- und Heckflügels waren wegen des Hauptsponsors Petronas cyanfarben lackiert. Neben Aufklebern der Daimler AG (mit der Marke Mercedes-Benz) waren Werbeschriftzüge von BlackBerry, Epson, Hugo Boss und Pirelli auf dem Fahrzeug angebracht.

## Fahrer
Mercedes trat auch in der Saison 2015 mit den Fahrern Lewis Hamilton und Nico Rosberg an. Test- und Entwicklungsfahrer war erneut Pascal Wehrlein. Hamilton entschied mit einem Sieg beim Großen Preis der USA vorzeitig die Weltmeisterschaft für sich.

## Saisonverlauf

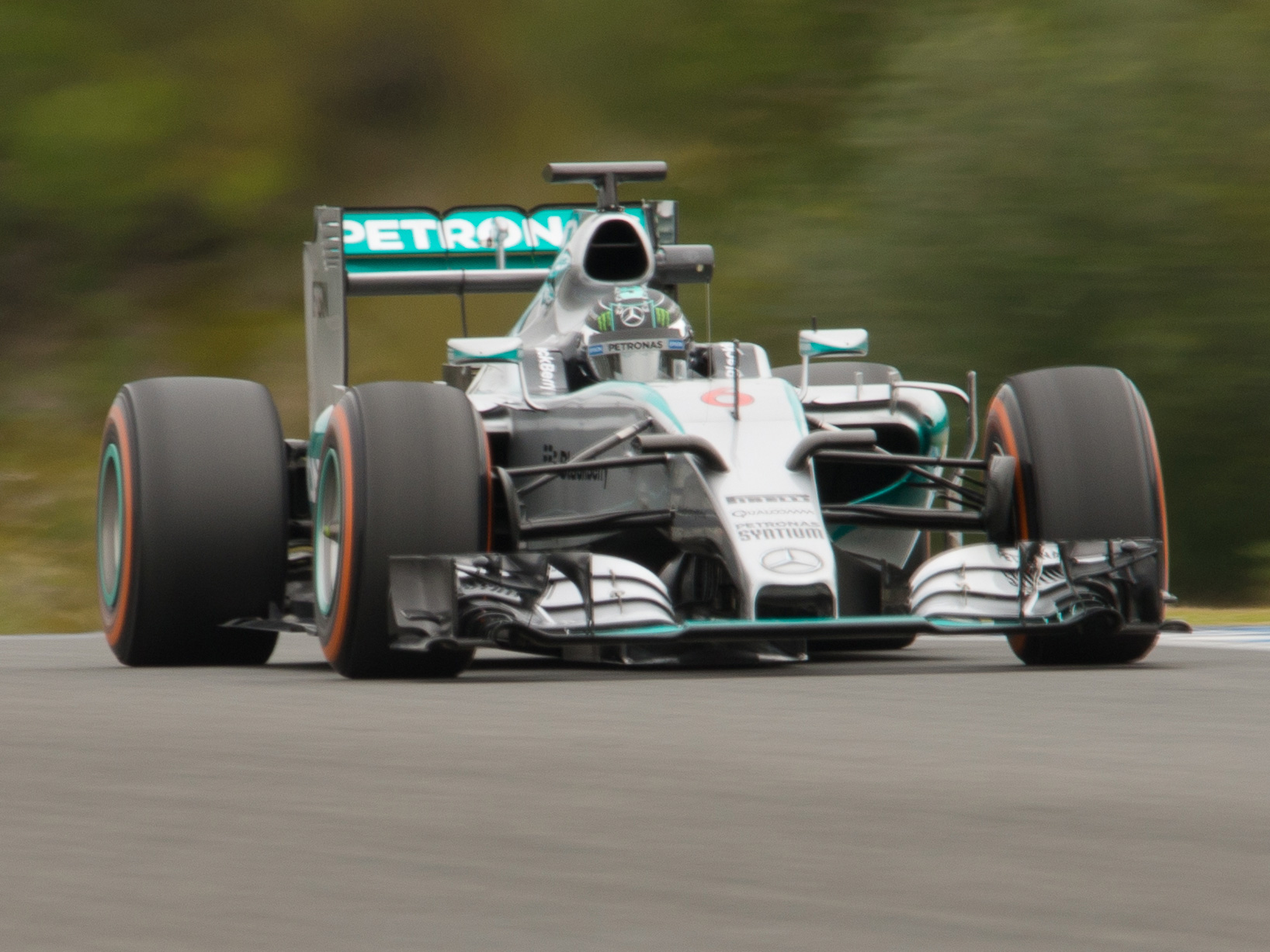
Der W06 bei den Tests vor der Saison noch mit den später verbotenen Kamerahalterungen an der Nase

Das Team startete mit dem W06 in Australien mit einem dominanten Doppelsieg in die Saison, Lewis Hamilton gewann. Das zweite Saisonrennen in Malaysia verlor das Team überraschend gegen Ferrari, das Rennen stellte sich im Nachhinein jedoch als Ausnahme und der Mercedes erneut als schnellstes Fahrzeug im Feld heraus. So standen die beiden Mercedes-Piloten bis einschließlich dem britischen Grand Prix in Silverstone neun Rennen in Folge gemeinsam auf dem Podium.
Beim Großen Preis von Ungarn fielen beide Piloten beim Start zurück. Mit den Rängen sechs und acht erzielte das Team das schlechteste Ergebnis seit Saisonbeginn 2014. 
Durch die Niederlage in der Qualifikation zum Großen Preis von Singapur verpasste das Werksteam die Einstellung des Rekords von Williams mit 24 Pole-Positions in Folge.
In Sotschi konnte Mercedes bereits beim fünftletzten Rennen vorzeitig den erneuten Gewinn des Konstrukteurstitels sicherstellen.
Beim US-GP in Austin wechselte die Führung zwischen den beiden Mercedes-Piloten mehrmals, ehe Hamilton das Rennen durch einen Fahrfehler seines Teamkollegen gewinnen konnte und so mit 80 Punkten Vorsprung drei Rennen vor Saisonende als dreimaliger Champion feststand. 
Hamilton wurde letztlich mit 381 Punkten Fahrerweltmeister vor Nico Rosberg mit 322. Mit insgesamt 703 Zählern wurde die Vorsaison des Teams nochmal knapp überboten. Dies lag neben der überlegenen Performance auch an einer nochmals gesteigerten Zuverlässigkeit mit nur drei technisch bedingten Ausfällen. Mercedes fuhr zudem insgesamt zwölf Doppelsiege ein und verbesserte seinen eigenen Rekord aus dem Vorjahr. 

## Ergebnisse
| Fahrer               | Nr.                  | 1 | 2 | 3 | 4 | 5 | 6 | 7 | 8 | 9 | 10 | 11 | 12  | 13  | 14 | 15  | 16 | 17 | 18 | 19 | Punkte | Rang |
| -------------------- | -------------------- | - | - | - | - | - | - | - | - | - | -- | -- | --- | --- | -- | --- | -- | -- | -- | -- | ------ | ---- |
| Formel-1-Saison 2015 | Formel-1-Saison 2015 |   |   |   |   |   |   |   |   |   |    |    |     |     |    |     |    |    |    |    | 703    | 1.   |
| L. Hamilton          | 44                   | 1 | 2 | 1 | 1 | 2 | 3 | 1 | 2 | 1 | 6  | 1  | 1   | DNF | 1  | 1   | 1  | 2  | 2  | 2  | 703    | 1.   |
| N. Rosberg           | 6                    | 2 | 3 | 2 | 3 | 1 | 1 | 2 | 1 | 2 | 8  | 2  | 17* | 4   | 2  | DNF | 2  | 1  | 1  | 1  | 703    | 1.   |

| Legende  | Legende            | Legende                                                          |
| Farbe    | Abkürzung          | Bedeutung                                                        |
| -------- | ------------------ | ---------------------------------------------------------------- |
| Gold     | –                  | Sieg                                                             |
| Silber   | –                  | 2. Platz                                                         |
| Bronze   | –                  | 3. Platz                                                         |
| Grün     | –                  | Platzierung in den Punkten                                       |
| Blau     | –                  | Klassifiziert außerhalb der Punkteränge                          |
| Violett  | DNF                | Rennen nicht beendet (did not finish)                            |
| Violett  | NC                 | nicht klassifiziert (not classified)                             |
| Rot      | DNQ                | nicht qualifiziert (did not qualify)                             |
| Rot      | DNPQ               | in Vorqualifikation gescheitert (did not pre-qualify)            |
| Schwarz  | DSQ                | disqualifiziert (disqualified)                                   |
| Weiß     | DNS                | nicht am Start (did not start)                                   |
| Weiß     | WD                 | zurückgezogen (withdrawn)                                        |
| Hellblau | PO                 | nur am Training teilgenommen (practiced only)                    |
| Hellblau | TD                 | Freitags-Testfahrer (test driver)                                |
| ohne     | DNP                | nicht am Training teilgenommen (did not practice)                |
| ohne     | INJ                | verletzt oder krank (injured)                                    |
| ohne     | EX                 | ausgeschlossen (excluded)                                        |
| ohne     | DNA                | nicht erschienen (did not arrive)                                |
| ohne     | C                  | Rennen abgesagt (cancelled)                                      |
| ohne     | keine WM-Teilnahme |                                                                  |
| sonstige | P/fett             | Pole-Position                                                    |
| sonstige | 1/2/3/4/5/6/7/8    | Punktplatzierung im Sprint-/Qualifikationsrennen                 |
| sonstige | SR/kursiv          | Schnellste Rennrunde                                             |
| sonstige | *                  | nicht im Ziel, aufgrund der zurückgelegten Distanz aber gewertet |
| sonstige | ()                 | Streichresultate                                                 |
| sonstige | unterstrichen      | Führender in der Gesamtwertung                                   |

## Galerie

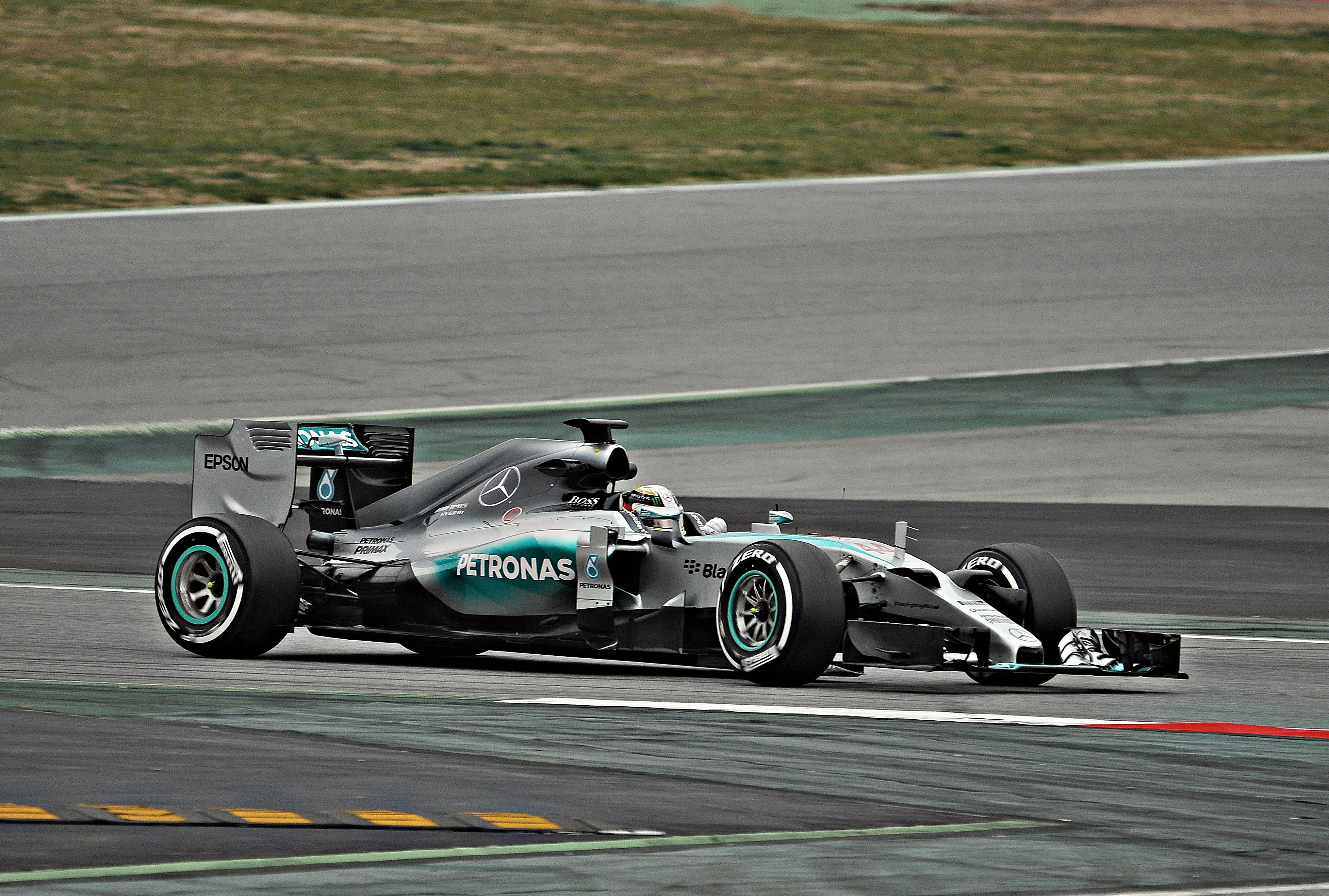
Hamilton bei den Testfahrten in Barcelona in dem neuen F1 W06 Hybrid
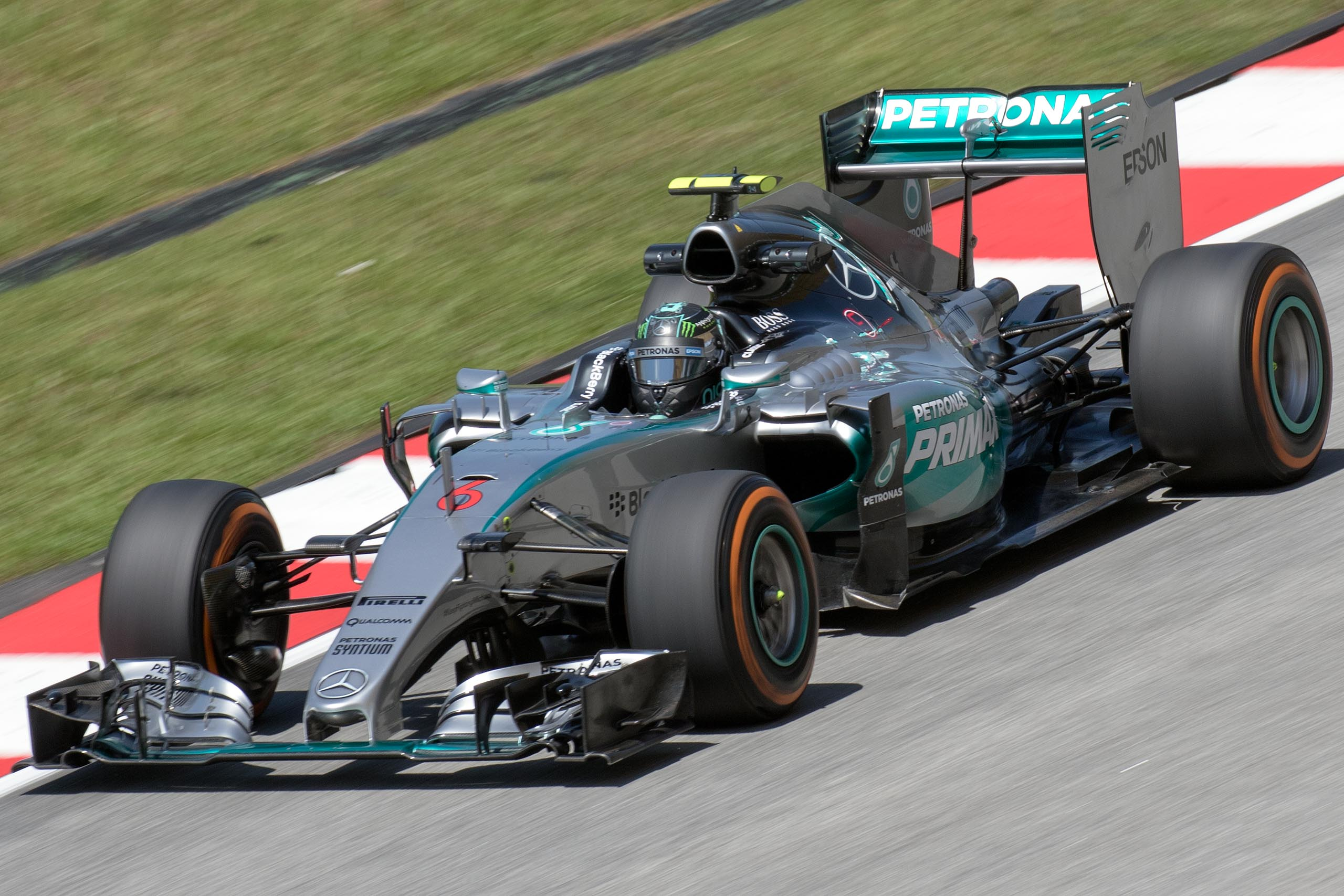
Rosberg in Sepang beim Freien Training
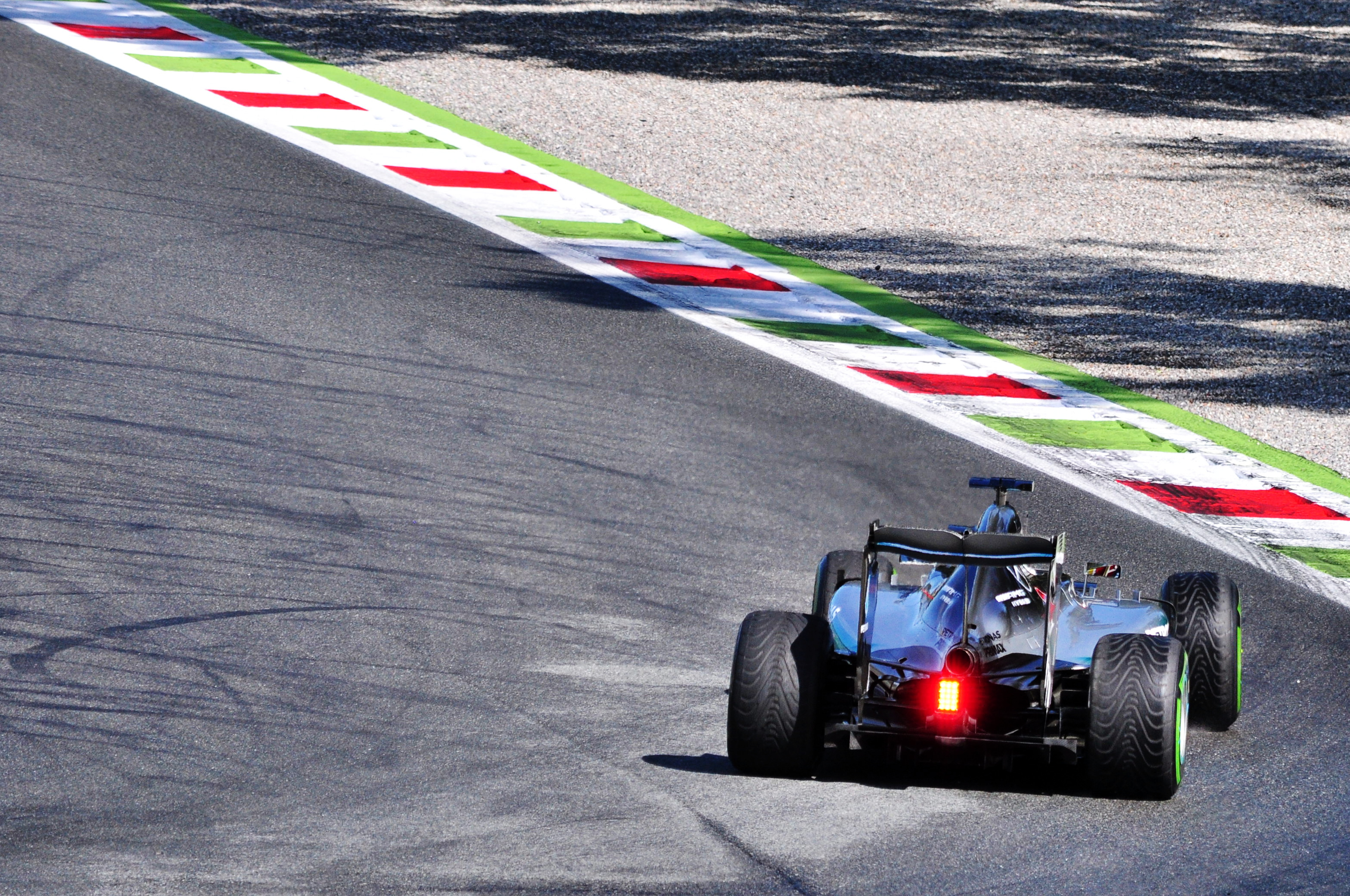
Heckaufnahme des W06
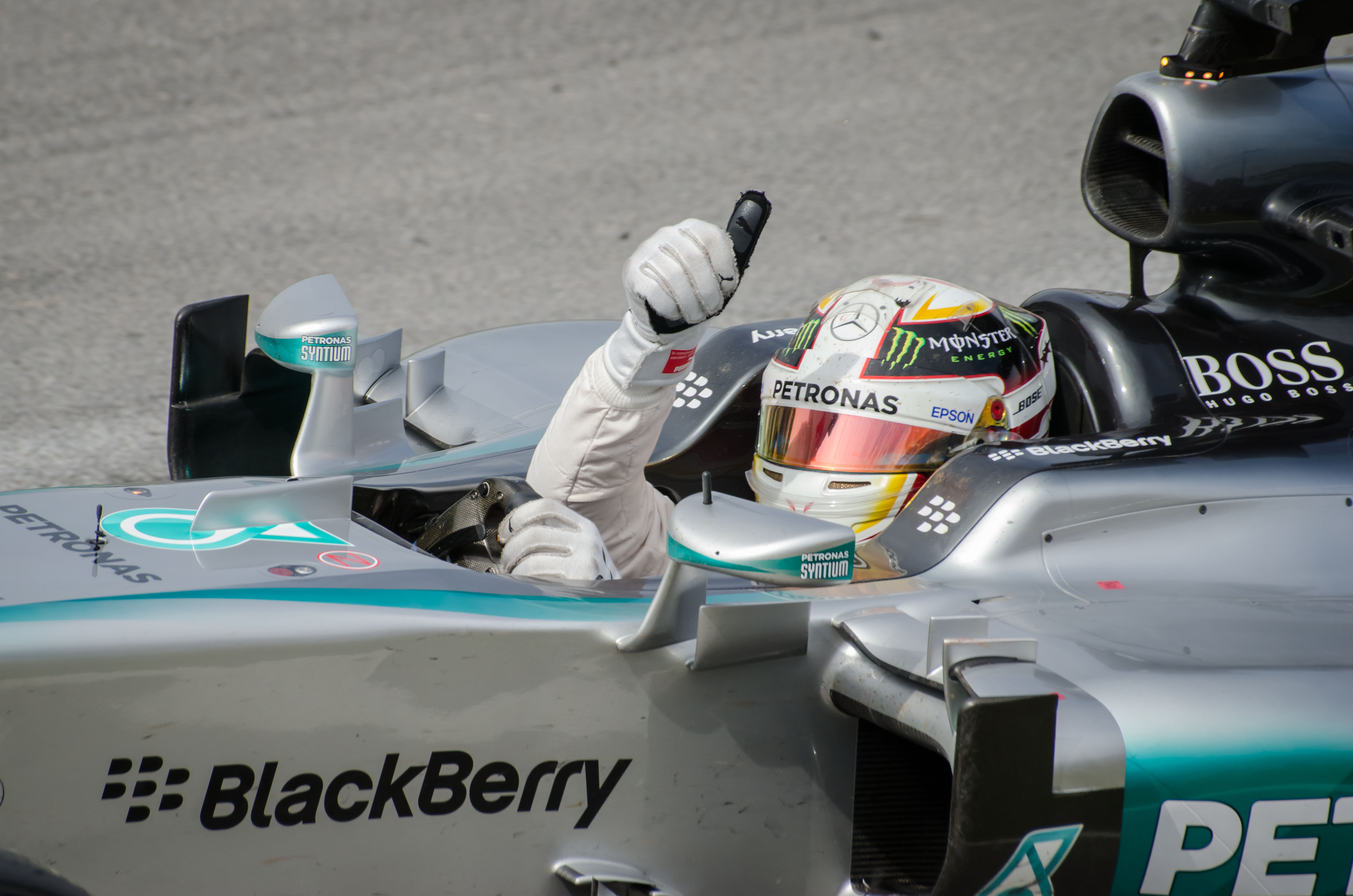
Detailaufnahme des Cockpits von Hamilton beim Kanada-GP
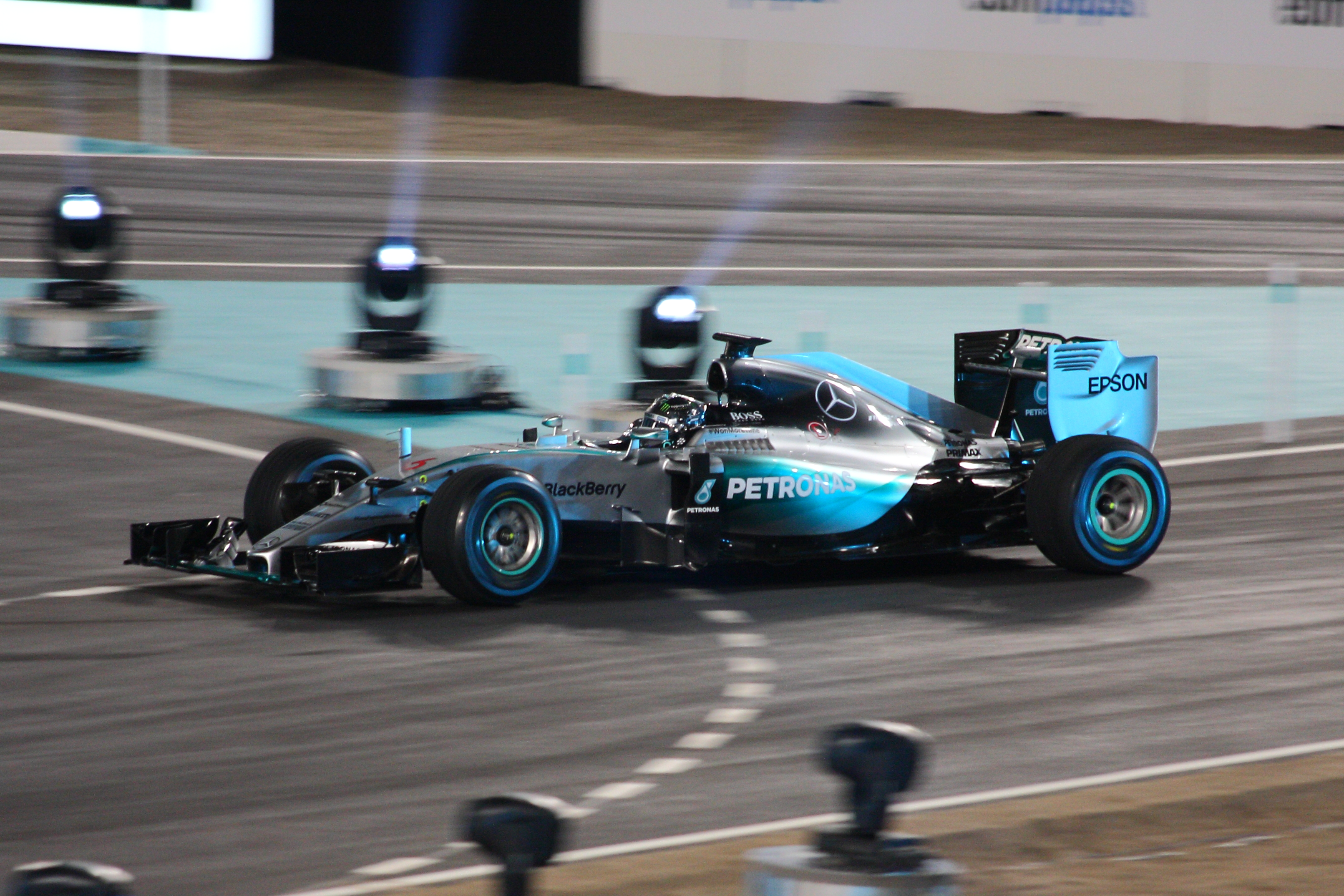
Der F1 W06 Hybrid bei einer Demofahrt im Rahmen von Stars and Cars
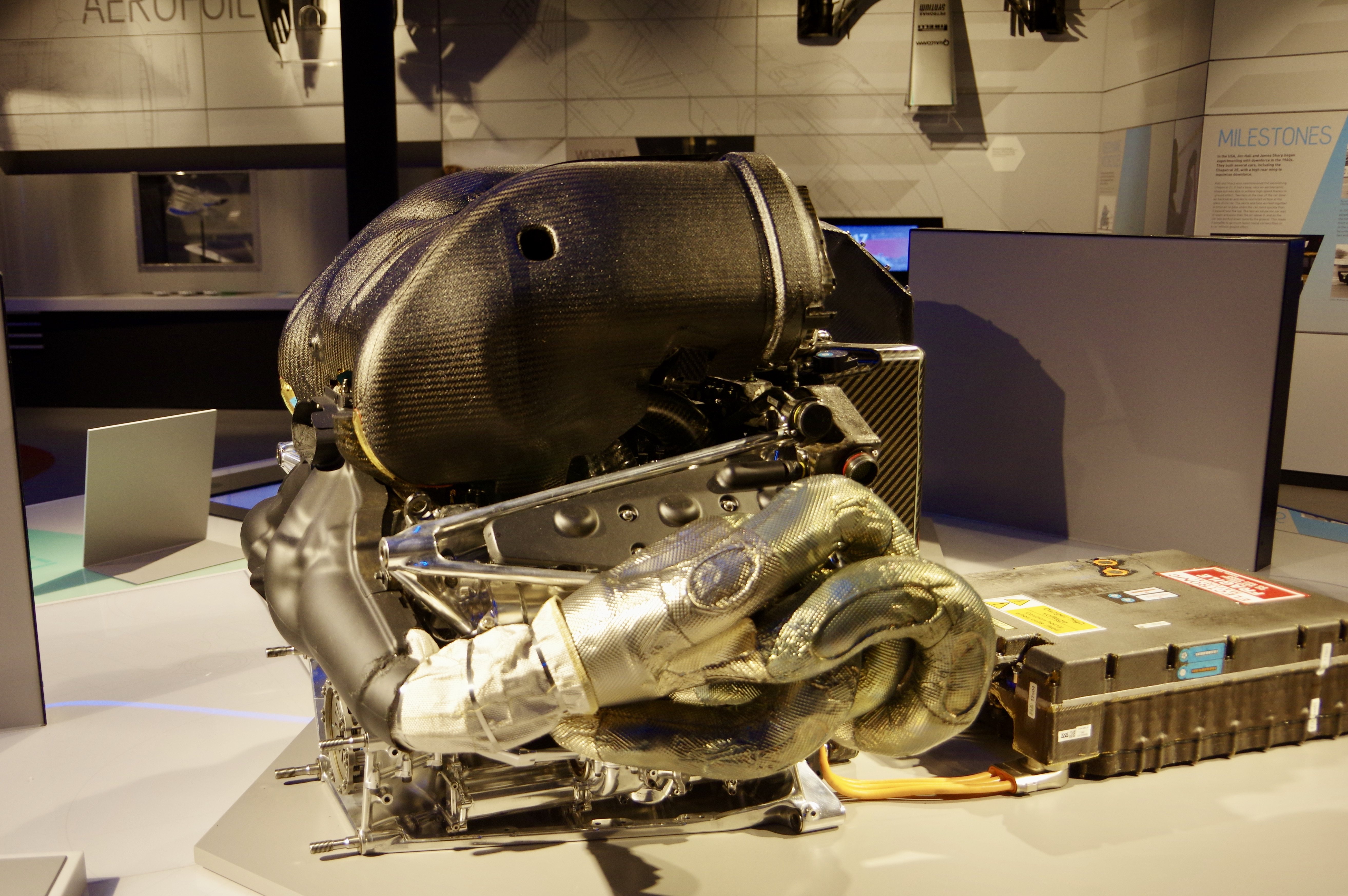
Mercedes-Benz PU106C Hybrid als dritte Ausbaustufe der seit 2014 verwendeten Power Unit
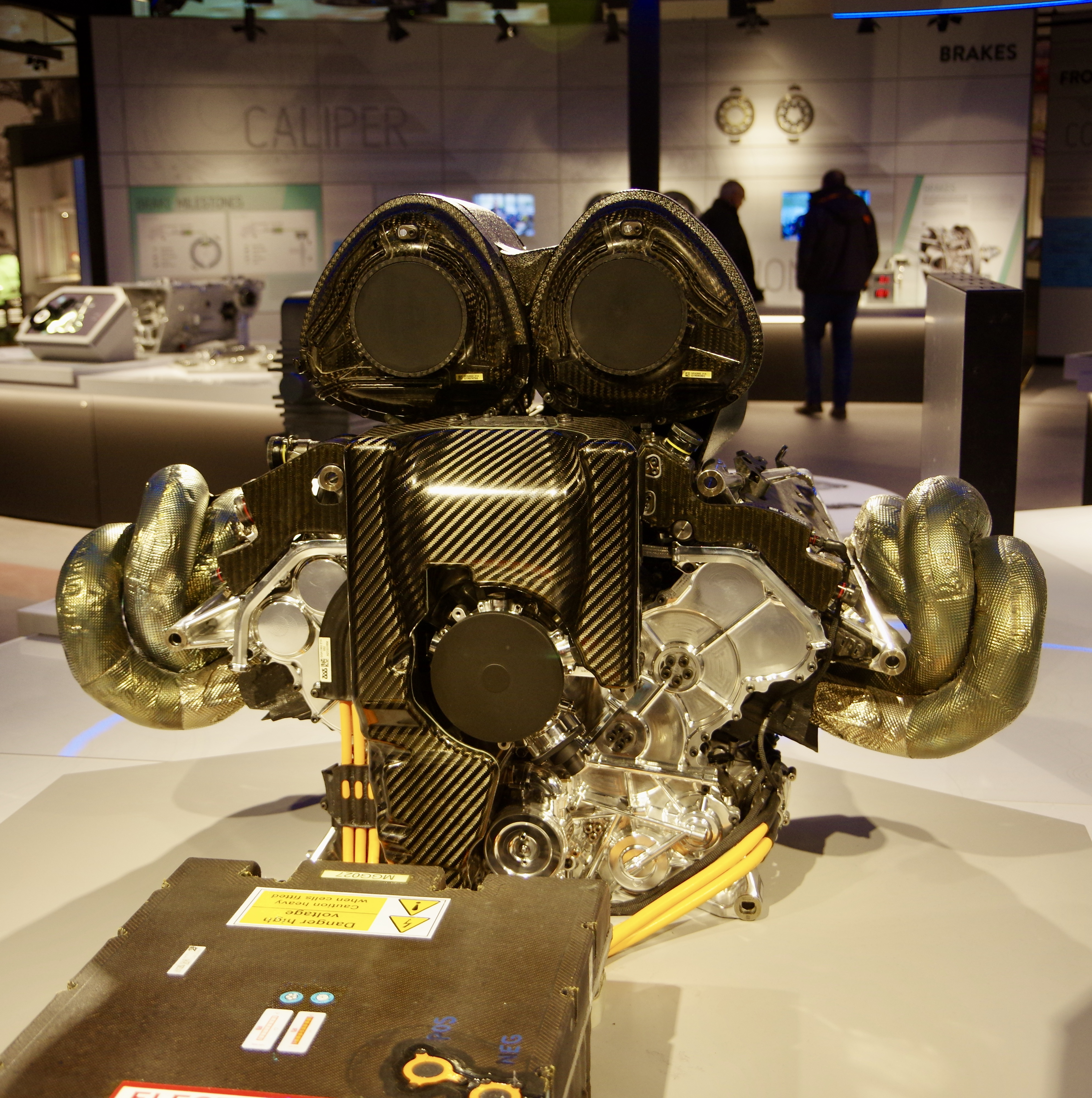
Draufsicht der Power Unit